# Aechmea paratiensis
Espèce
Classification phylogénétique
Aechmea paratiensis est une espèce de plantes de la famille des Bromeliaceae, endémique du Brésil.

## Distribution
L'espèce est endémique de l'État de Rio de Janeiro au Brésil.